# Henriette Lannes
Henriette Lannes (Puyoô, 12 novembre 1899 – Louveciennes, 28 maggio 1980) è stata una mistica e scrittrice francese.

## Biografia
Allieva di Georges Ivanovitc Gurdjieff, Henriette H. Lannes entrò in contatto con il suo insegnamento a seguito dell'incontro con la signora Jeanne de Salzmann avvenuto nel 1938. Su incarico dello stesso Gurdjieff, ebbe il compito di trasmettere il suo insegnamento a Londra, attraverso la Gurdjieff Society, e a Lione, dove è stata la responsabile dei gruppi della scuola conosciuta come Gurdjieff Foundation, organizzazione che  trasmette in tutto il mondo il diretto insegnamento di Georges Ivanovitc Gurdjieff.
Nei primi anni settanta è lei ad incaricare Henri Thomasson di costituire i primi gruppi in Italia sul Lavoro di Gurdjieff.
Nel 1985 a Parigi le è stata conferita la “Médaille des Justes” alla memoria, per l'impegno profuso durante la seconda guerra mondiale a fianco dei perseguitati.